# Carrousel (équitation)
Pour les articles homonymes, voir Carrousel.

Le carrousel royal Place du Carrousel à Paris.

Un carrousel (ka-rou-zèl) est un court spectacle équestre durant lequel les cavaliers exécutent des figures et en musique. Il peut aussi être appelé ballet équestre ou ballet à cheval. Apparus à la fin du XVIe siècle, ces divertissements cessèrent d'être à la mode au XVIIIe siècle. Le premier carrousel en France, digne de ce nom, eut lieu en 1605 dans l'hôtel de Bourgogne. Louis XIII et Louis XIV en donnèrent de très brillants.

## Étymologie
Alphonse V d'Aragon (1396-1458) introduisit à Naples dont il fut roi, le Jugo de Cannas, joute d'origine ibérique dans laquelle les cavaliers étaient divisés en équipes et se battaient avec des lances émoussées, les équipes se poursuivant en lançant des roseaux avec des pointes collantes qui se fichaient sur l'armure adverse, ou en lançant de petites boules d'argile. Ces petites boules d'argiles, qui étaient appelées alcancias en Espagne, furent nommées caruselli à Naples, en référence à mot du dialecte local utilisé pour désigner des tirelires rondes en terre cuite. Le Jugo de Cannas fut ainsi nommé Carosello à Naples, ce nom étant attribué ensuite à d'autres types de tournois, pour se transformer en carousel en France et dans d'autres pays.

## Origines
À l'origine, le carrousel est un jeu militaire qui se compose d'une suite d'exercices de combat ou de parade à cheval, exécutés par des quadrilles de seigneurs richement vêtus, et entremêlés de représentations allégoriques tirées de la fable ou de l'histoire. Un luxe extraordinaire y était déployée par la monarchie.
Apparu à partir de 1550, ces ballets à cheval vont coexister avec la joute pendant près d'un siècle et bénéficier des conceptions militaires et sociales de cette dernière.

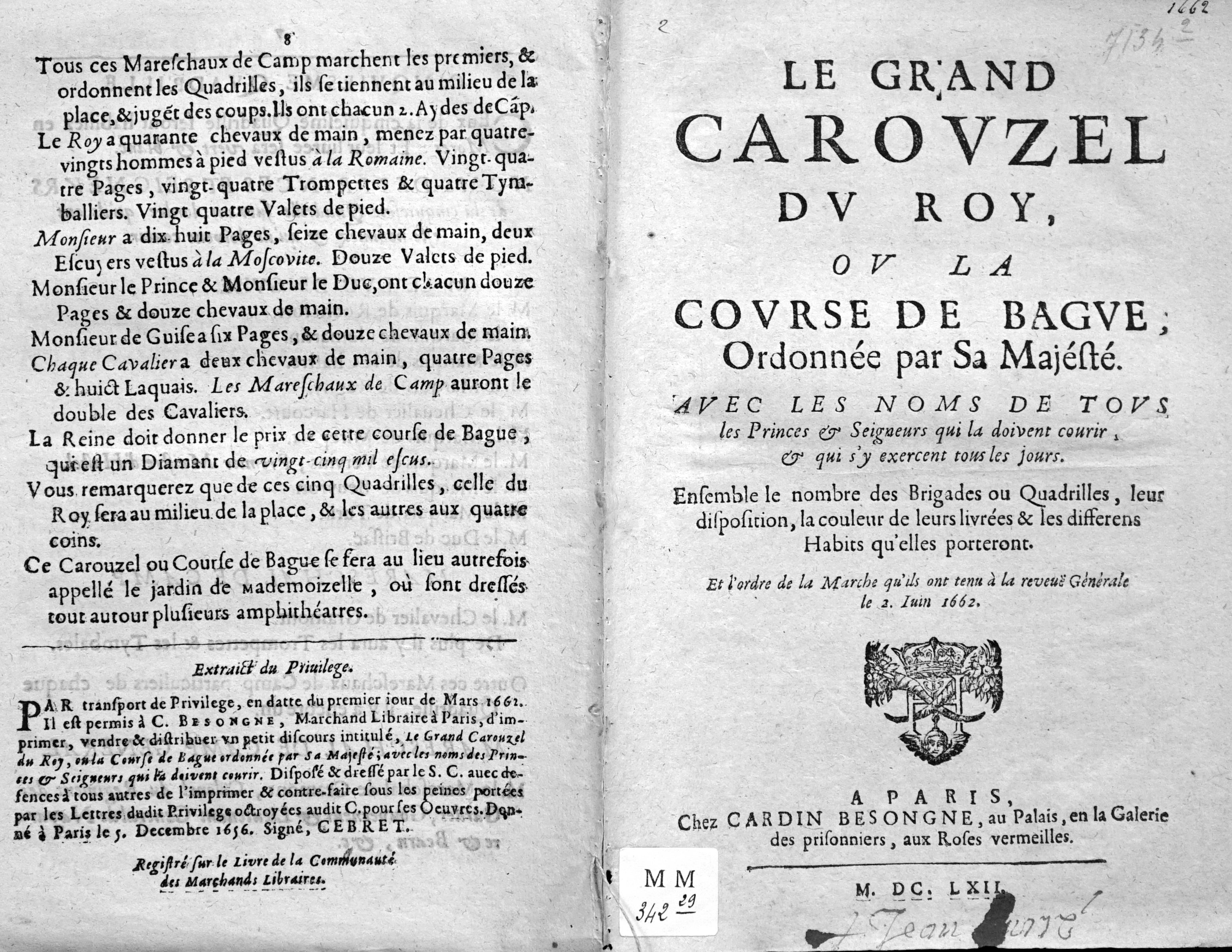
Le carrousel du 2 juin 1662.

Les carrousels, dont l'origine ne remonte pas en France au-delà de Henri IV, furent importés d'Italie et remplacèrent les tournois. Le 18 mai 1546, Hippolyte d'Este, cardinal de Ferrare, donna une fête dans sa demeure bellifontaine lors de laquelle le futur Henri II présenta dans la cour de l'hôtel une vingtaine de coursiers que plusieurs seigneurs, dont Pierre Strozzi et Orazio Farnese, présentèrent un carrousel plus pacifique que les joutes habituelles. Les participants avaient comme armes des œufs et des oranges qui remplaçaient les boules de terre glaise de la version originale napolitaine. La présentation se termina par l'escalade à cheval du perron construit par l'architecte bolonais Sebastiano Serlio.
À la suite de la mort d'Henri II lors du tournoi organisé à Paris en 1559, puis de celle de Henri de Bourbon, prince de sang âgé de quinze ans, écrasé par son cheval le 20 janvier 1560, les tournois furent jugés trop dangereux et furent remplacés par d'autres divertissements où le roi et la noblesse pouvaient rivaliser, les carrousels.

### Jeux équestres
Les tournois furent peu à peu remplacés par des simulations de combats ou de batailles, réalisées dans un décor magnifique et mis en scène par des professionnels. Les pistolets des cavaliers étaient toujours chargés à blanc et ils devaient galoper en zigzag. Les arrêts n'étaient pas autorisés et le désordre était en quelque sorte organisé. Il existait encore un affrontement de deux cavaliers qui se positionnaient face à face et qui, en exécutant des voltes très serrées, devaient atteindre l'arrière-main du cheval de leur rival afin de le frapper sur le casque du plat de l'épée, et ceci jusqu'à ce que le juge décide de la fin du combat. La joute avait été réorganisée pour éviter les accidents. Une cible en fer était le seul point que les jouteurs étaient censés toucher de leur lance, l'armure étant obligatoire. Un autre jeu consistait à toucher avec une longue lance, en plein galop, un fantoche nommé "Sarrazin", placé debout sur la piste. Dans le "jeu des têtes", parodie de combats épiques, les cavaliers devaient toucher des monstres fictifs en bois ou en chiffon avec quatre armes différentes.

### Carrousel napolitain
Ce jeu d'équipe tire son nom d'une boule en terre cuite aux deux extrémités aplaties et aux parois très fines. Deux équipes de quatre cavaliers se faisaient face. Au signal de départ, un cavalier de la première équipe sortait des rangs et se dirigeait vers l'équipe adverse en tenant le carrousel dans la main. Arrivé devant ses adversaires, il le lançait par terre pour le casser en signe de défi. Les deux équipes commençaient alors à se poursuivre, chaque cavalier essayant de casser le carrousel en le lançant contre le bouclier d'un adversaire. L'épreuve se terminait par un défilé qui a certainement donné son nom au carrousel qui apparut dans la seconde moitié du XVIe siècle.

## Ballets à cheval italiens

### A Naples
Les ballets équestres se développent d'abord à Naples dans le deuxième moitié du XVIe siècle. Les chevauchées au rythme de la musique y clôturent toutes les manifestations festives. Elles occupent des metteurs en scène, des chorégraphes, des musiciens, des scénaristes, des armuriers, bijoutiers et autres costumiers tout au long de l'année, ainsi qu'un grand nombre de figurants. Les ballets équestres s'inspiraient des ballets à pied, mais les concepteurs inventèrent des airs spéciaux conçus pour les mouvements des chevaux. La musique et la chorégraphie était à chaque fois des innovations.
Ils comportaient de très nombreuses figures très complexes qui alternaient avec des phases appelées gitae, très mouvementées, qui avaient la faveur du public. La symétrie des figures était obligatoire, aucun espace n'était laissé vide. La gita pouvait se dérouler aux différentes allures et comportait de nombreuses courbettes exécutées par des chevaux dont c'était la seule fonction du fait de la difficulté de l'exercice. Les gitae collectives incluant des courbettes étaient exécutées en ligne droite, sur des voltes et des demi-voltes toujours synchronisées et suffisamment courtes pour ne pas fatiguer les chevaux. Si la séquence était longue, les courbettes étaient exécutées à l'ouverture et finalement, la partie centrale étant constituée de figures au galop.
Ils comportaient toujours trois actes. Dans le premier acte, l'amplitude primait ; dans le second, le pas et les figures à volte serrées; dans le troisième, les airs vifs et variés. Des sauts d'écoles étaient effectués pendant les refrains. Une parade en cercle ou en demi-cercle venait clore le spectacle, suivie par un défilé derrière un char décoré.

### Ordonnancement
Délestés de leurs armures, les chevaliers se livraient à des simulacres de combats devant leurs dames. Dans un premier temps, la quintaine dans laquelle il fallait viser une pièce de bois fichée en terre, et le faquin qui, de forme humaine, était planté sur un pivot, prirent de l'importance. A ces jeux d'adresse, se rajoutait la course de bague où le cavalier devait passer sa lance dans un anneau suspendu à une potence. Ces compétitions devinrent publiques et on les rehaussa alors du luxe des fêtes de courː costumes, chars de triomphe, machines théâtrales, décors éphémères, ballets et concerts. Les carrousels apparurent lorsque des thèmes romanesques, mythologiques ou allégoriques susceptibles de servir le roi furent introduits, permettant ainsi de répartir avec cohérence les participants qui souhaitaient gagner un prix dans les différents quadrilles. L'avènement des carrousels se fit très progressivement pendant toute la deuxième moitié du XVIe siècle.
Les carrousels se voulaient une reproduction coquette des tournois. A des luttes dangereuses d'homme à homme, ils substituent des exercices dans lesquels l'écuyer peut montrer sa vigueur, son adresse et son talent. Ils captivaient les spectateurs qui ne craignaient plus de fins tragiques. La mise en scène de ce spectacle équestre était réglé dans les moindres détails. Les chevaux devaient être soumis et  leurs allures rassemblées car l'harmonie et la beauté du spectacle en dépendaient. Mais le cavalier voulant aussi prouver son audace et effectuer des prouesses, les sauts d'école furent intégrés à ces savantes chorégraphies. Ainsi, les carrousels favorisèrent l'apparition de l'équitation académique.

## Carrousels en France sous l'ancien régime

### Sous Henri IV
Le 25 février 1605 se déroula un "combat de la barrière, commandé par Henri IV pour permettre à "sa valeureuse noblesse" de pratiquer les "exercices de Mars". Celui qui peut être considéré comme le premier carrousel, se déroula dans la grande salle de l'Hôtel de Bourbon. Les participants y incarnaient des héros de chevalerie ou des divinités de l'antiquité. Le comte de Laval y parut déguisé en "Mars dans un globe". Après qu'il eut fait le tour de la salle, le globe s'ouvrit pour laisser sortir la Renommée et quatre messagers des dieux qui chantèrent des stances adressées au roi.
En 1606, dans la cour du château du Louvre, se tint un véritable carrousel composé de quatre quadrilles représentant chacun un des quatre éléments. L'eau était figurée par des habits de toile d'argent, une machine en forme de fontaine, et des sirènes jouant du hautbois accompagnées de divinités maritimes. Pour le feu, on avait utilisé la couleur écarlate, des flambeaux et des forgerons frappant une enclume d'où sortaient des fusées. L'air était suggéré par Junon sur un char magnifique entourée d'oiseaux. La terre était évoquée par des Maures et des éléphants portant des tours dans lesquelles des joueurs d'instruments avaient pris place.

### Sous Louis XIII
En 1612, Marie de Médicis, alors régente, pour célébrer les mariages de Louis XIII et de sa fille Elisabeth organisa un spectacle sur la place Royale qui venait d'être achevée et avait été conçue pour permettre d'apprécier au mieux les exercices martiaux et les courses. Les préparatifs durèrent plus d'un mois. Plusieurs tribunes furent construites pour le public ainsi que trois loges destinées aux reines Marie et Marguerite, aux futurs époux et aux ambassadeurs. Le soir, la fête se prolongea par des festins et se termina par des défilés au flambeau et un feu d'artifice dans les rues de Paris et devant l'Hôtel de ville. Ce divertissement coutât 300 000 écus, soit 900 000 livres. Honoré Laugier de Porchères et Bassompierre en furent les principaux organisateurs. 70 000 personnes assistèrent au spectacle qui se déroula les 5, 6 et 7 avril. Un Palais de la Félicité fut érigé pour annoncer l'espoir d'une paix durable sur le modèle de celui de la Force qui avait été vu à Turin quatre ans auparavant. Il fut détruit par un feu d'artifice à la fin du carrousel, suivant en cela la tradition florentine. Le cortège comportait plus de 20 chars transformés pour certains en machines théâtrales. Les chevaux qui les tiraient étaient déguisés en cerfs, lions, licornes, éléphants, chameaux et rhinocéros. Des figurants affublés en Maures, en Persans, en Chinois, en sauvages et en géants, des enfants déguisés en Cupidons et des jeunes filles incarnant les Saisons entourèrent des oiseaux qui furent libérés. On put encore admirer une tour de l'Univers qui s'abaissa devant le pavillon royal, un dragon volant, un monstre marin et un navire conduits sur la mer, des rochers dont jaillissaient des fontaines de vin, une montagne dont le sommet jetait des flammes et déversait des ruisseaux limpides ou rosés.
Le ballet équestre avait été conçu par Pluvinel. Il fut repris trois jours plus tard dans la cour du Louvre illuminée tant il fut apprécié. Les douze cavaliers, six chevaliers et six écuyers, étaient répartis sur deux cercles et exécutèrent exclusivement des passades, des voltes serrées et des pirouettes, à courbettes sur le cercle intérieur et au galop gaillard à l'extérieur. La structure concentrique est de symbolique aristocratique  et est identique à celle du ballet de cour, dansé par seize femmes, donné en l'honneur des ambassadeurs polonais en 1573. La musique qui l'accompagnait était interprétée par les voix de la Chapelle du roi et par des luths, hautbois, cornets à bouquins, fifres, tambourins et par plus de 150 trompettes. Les jeux équestres furent retardés par la lenteur des défilés qui les précédaient. Faute de temps, la course de bague organisée le dernier jour ne permit pas de départager les concurrents. La compétition fut reportée au 30 avril, après Pâques, pour proclamer le vainqueur à qui il fut remis un prix de 3 000 écus.
Louis XIII ne participa à aucun carrousel durant son règne.

### Sous Louis XIV
En 1656, Louis XIV enfila la bague cinq fois dans le manège de la Grande Ecurie lors de six courses qui s'achevèrent, après un défilé dans les rues de Paris, au Palais Cardinal en présence d'Anne d'Autriche et de la reine d'Angleterre en exil, Henriette-Marie de France. Le roi était vêtu d'un costume romain et avait choisi un soleil pour emblème.
En mars 1660, Louis XIV organisa de nouveau un divertissement comprenant des courses de bague. Au mois d'août, pour son entrée solennelle à Paris après son mariage avec l'Infante d'Espagne Marie-Thérèse, des théâtres furent montés place Dauphine, mais le carrousel prévu ne put avoir lieu du fait de l'étroitesse des lieux.
En 1662 à Paris et en 1664 à Versailles, eurent lieu deux carrousels en l'honneur de Mademoiselle de La Vallière.
Le carrousel donné les 5 et 6 juin 1662 à Paris, en face des Tuileries, sur la place appelée depuis Place du Carrousel, et devant Louis XIV, est considéré comme le plus brillant de tous les carrousels. La place Dauphine et la place Royale étant considérées comme trop petites pour accueillir une telle manifestation, le "jardin de Mademoiselle", vaste et entouré de magnifiques bâtiments, fut désigné pour sa proximité avec le manège du roi et la vue qu'il procurait des nombreuses fenêtres des galeries du Louvre. En février 1662, Louis XIV ordonna à Gaspare Vigarani de "faire un dessin pour un amphithéâtre" pouvant accueillir un large public. Le projet revint à son fils Carlo qui conçut une construction éphémère en bois de plan régulier et symétrique pouvant accueillir 15 000 personnes sur quatre rangs de gradins. Les reines, les princes de la Cour et les ambassadeurs disposaient d'une tribune de trois étages érigée le long de la façade des Tuileries. Le spectacle devait offrir un ballet de 700 chevaux auquel on renonça pour se contenter d'une comparse à cheval, de courses de bague, au faquin et "à la tête de Méduse". D'autres exercices consistaient à emporter avec une lance des têtes en carton de Turcs et de Maures, plantées à diverses hauteurs. Le roi s'entraina avec zèle à ces jeux quotidiennement, organisant même des compétitions avec des seigneurs de sa Cour. Pour préparer la marche des participants, des revues de chevaux avaient lieu dans Paris. Plus de mille  conduits par des estafiers défilèrent ainsi un mois avant la fête le long de la rue de Richelieu jusqu'à la place prévue pour l'évènement.
Le marquis de Bellefonds et le comte de Saults furent les vainqueurs des jeux et reçurent une boîte garnie de diamants avec le portrait du roi, ainsi qu'une bague en cœur taillé en facettes. Louis XIV, dont c'était le début du règne personnel, parut en empereur romain sur un cheval magnifiquement harnaché. Avec l'emblème du Soleil, il sembla rayonner au milieu des autres cavaliers qui étaient chargés d'incarner dans cinq quadrilles différentes parties du monde. Les costumes, dessinés par Henry de Gissey, constituaient le principal attrait artistique de la fête. La musique se limitait à des trompettes et des timbales. Elle accompagnait les marches, la remise des prix et donnait le signal des courses. La compétition sportive était privilégiée par rapport au spectacle.
Ce fut le dernier grand carrousel se déroulant à Paris, les suivants eurent lieu à Versailles. Les deux derniers grands spectacles du genre s'y tinrent en 1685 et 1686 en l'honneur du Dauphin.

## Carrousels modernes
Le carrousel est une expression de l'équitation savante, ses figures exigent une préparation et une science exceptionnelles. C'est la raison pour laquelle seules les grandes écoles d'équitation sont aujourd'hui capables d'en présenter. Parmi les carrousels connus qui subsistent, figurent ceux produits par la Garde républicaine, comme le carrousel des lances avec trente-deux cavaliers et une fanfare, ainsi que le Carrousel de la Gendarmerie royale du Canada. Les écuyers de l'école espagnole de Vienne et ceux de l'école nationale d'équitation de Saumur présentent encore certains de leurs exercices d'école dans un carrousel. Le carrousel de l'Ecole espagnole de Vienne présente des diverses étapes du dressage du cheval et un ballet équestre,.

### Saumur
Le Cadre noir de Saumur exécuta à Paris le 19 avril 1866 sous la direction du général L'Hotte la première des reprises qui le rendit célèbre et qu'il continue à présenter lors de galas, en France et à l'étranger. Ce carrousel comporte traditionnellement la reprise des écuyers et celle des sauteurs en liberté.
La reprise des sauteurs en liberté se composent d'exercices dits près de terre. Au galop vif et sous la direction de l'écuyer en chef, les écuyers montent sans étriers. Ils présentent la courbette, la croupade, le terre à terre et la cabriole.
La reprise des écuyers, exercice d'équitation d'ensemble, présente dans un ordre parfait des figures classiques allant jusqu'à l'appuyer, le changement de pied et le passage. Menée par l'écuyer en chef, elle est exécutée en selle rase avec étriers.

### Garde républicaine
Le carrousel des lances fait partie intégrante de la formation des jeunes gardes à cheval. Trente-deux cavaliers par quatre quadrilles de huit exécutent des figures à une allure cadencéeː huit de chiffre, chevrons, lignes brisées, ailes de moulin, grands cercles, escargots, engrenages et cercles concentriques. Ils sont accompagnés par la fanfare et portent une longue lance surmontée d'une flamme rouge et bleue qu'ils tiennent à la verticale. Ce carrousel est effectué avec le cheval d'arme de chaque cavalier.
Les tandems est un travail aux longues rênes à cheval propre à la Garde républicaine. Un cavalier à cheval guide un autre cheval placé en flèche. Cette reprise comprend 16 chevaux et 8 cavaliers.
La reprise de la maison du Roy est effectuée par 12 cavaliers en costume Louis XV. Ils sont accompagnés par la bande des hautbois qui reprend la tradition de la grande écurie du Roy, formation musicale créée par François 1er et composée de cors de chasse, hautbois et trompettes. Vêtus d'habits de cour Louis XV, il exécutent des morceaux de musique de Lully et du marquis de Dampierre. Les cavaliers qui exécutent cette reprise on le titre de maître, titre que l'on donnait autrefois aux cavaliers de haut niveau de dressage.

## Source
Cet article comprend des extraits du Dictionnaire Bouillet. Il est possible de supprimer cette indication, si le texte reflète le savoir actuel sur ce thème, si les sources sont citées, s'il satisfait aux exigences linguistiques actuelles et s'il ne contient pas de propos qui vont à l'encontre des règles de neutralité de Wikipédia.